# Centris pallida
Centris pallida là một loài Hymenoptera trong họ Apidae. Loài này được Fox mô tả khoa học năm 1899.